# Ullandhaug
Ullandhaug er en gammel jernaldergård,i bydelen Hillevåg i Stavanger kommune i Rogaland fylke.

## Gården
De ældste tegn på folk på Ullandhaug er fundene af en pilespids af skifer  og en flintdolk.
Den ældste bosætning er fra folkevandringstiden, ca. år 350 til 550. Gården lå ved toppen Lille Ullandhaug, med udsigt over Nord-Jæren og Hafrsfjord. Man har senere forsøgt at rekonstruere gården. Jernaldergården er den eneste af sin slags i Norge, som er genopbygget på restene efter en bondegård fra folkevandringstiden. De tre huse er innrettet med udtyr og husgeråd, og ildsteder. Stiftelsen Jernaldergården er faglig og administrativt underlagt Arkeologisk museum i Stavanger.
Gården brændte og blev forladt i midten af 500-tallet. Den lå øde i over 1400 år til den ble undersøgt af Bjørn Myhre i 1967 og 1968. Allerede før udgravningerne begyndte var det en forudsætning at anlægget skulle restaureres på basis af fundene fra undersøgelsen. Det rekonstrueede anlæg stod fædig i 1975. Siden den tid har man arbejdet med at findee ud hvordan gården fungerede da den var bosat. Alle husene havde jordgulv, men var ellers bygget af træmed ydre mure af sten som beskyttelse mod regn og vind. Taget var sandsynligvis dækket af tørv. Taget blev båret af to rækker stolper som stod inde i husene.  På det ene hus er der et udhus som kan have været et redskabsskjul eller til opbevaring af træ. 
Fra middelalderen er der fundet en sølvske med en latinsk tekst. Den kan være fra anden halvdel af 1400-tallet. Den har en tekst om evig kærlighed. Det kan have været en forlovelsesgave. Der er ingen navn eller initialer på den.
I 1567 ejede biskopben en mark i Ullandhaug. Omkring 1620 findes biskoppen som ejer. Nogen har betalt lejen (landskylden) i 1567, men om Ullandhaug var bosat eller blev brugt som  tillæggsjord til en anden gård det vides ikke.
I 1594 betalte Endre Ullandhaug tre spande korn i tiende. Han betalte ikke tiende i 1595 eller 1596. I 1595 blev en ikke navngivet kvinde fra Ullandhaug gravlagt i Stavanger domkirke. I 1602 betalte Mikkel et halv spand korn og Olav Ullandhaug et  spand i tiende til kongen. Ullandhaug var da delt mellem Jåtten skipreide og Vår Frue sokn med en bonde på hver side af skellet. I 1603 betalte Olav Ullandhaug skat og Mikkel var borte. I 1604-05 betalte likevel Mikkel Ullandhaug en spand korn i landskyld. I 1613 betalte Osmund Ullandhaug skat.

## Bo- og kontorområde
Jordbrugsarealet er siden 1950erne mindsket kraftig som følge af boligbygning og kontorbyggeri som Universitetet i Stavanger, Universitetssygehuset har også taget store arealer. 

## Fjeldet Ullandhaug og Ullandshaugtårnet
På toppen af fjeldet er der en sten som ligger 138,95 moh. og er det højeste punkt i Stavanger kommune. Ved siden af toppen står landemærket Ullandhaugtårnet.
Området rundt Ullandhaug blev tidligt et turmål for indbyggerne i Stavanger. 

Haraldstårnet blev rejst på toppen af Stavanger Turistforening i 1896. Det blev bygget til mindne om Slaget i Hafrsfjord. Haraldstårnet stod hvor Ullandhaugtårnet er i dag. Finansieringen kom fra et større tilskud fra Samlaget, forløberen til Vinmonopolet. Tårnet skulle være et udflugtmål, men også et minde om samlingen af Norge i 872.